# Kénéko
Kénéko est une localité située dans le département de Bassi de la province du Zondoma dans la région Nord au Burkina Faso.

## Géographie
Kénéko est situé à environ 5 km au sud-ouest de Bassi, le chef-lieu du département, et à environ 15 km à l'est de Gourcy et de la route nationale 2 allant vers le nord-ouest du pays.

## Santé et éducation
Kénéko accueille un centre de santé et de promotion sociale (CSPS) tandis que le centre médical se trouve à Gourcy.